# Spölträsket
Spölträsket är en sjö i Skellefteå kommun i Västerbotten och ingår i Rickleåns huvudavrinningsområde. Sjön har en area på 0,267 kvadratkilometer och ligger 263,9 meter över havet.

## Delavrinningsområde
Spölträsket ingår i det delavrinningsområde (717536-168958) som SMHI kallar för Mynnar i Svartån. Medelhöjden är 312 meter över havet och ytan är 3,49 kvadratkilometer. Räknas de 3 avrinningsområdena uppströms in blir den ackumulerade arean 16,88 kvadratkilometer. Vattendraget som avvattnar avrinningsområdet har biflödesordning 4, vilket innebär att vattnet flödar genom totalt 4 vattendrag innan det når havet efter 109 kilometer. Avrinningsområdet består mestadels av skog (88 procent). Avrinningsområdet har 0,27 kvadratkilometer vattenytor vilket ger det en sjöprocent på 7,7 procent.